# Sonnerup Kro
Sonnerup Gl. Kro blev åbnet i året 1820 i forbindelse med den nye landevej fra Køge til Vordingborg (tidligere Hovedvej 2, nu Sekundærrute 151). 
Langs denne landevej blev der med passende mellemrum lagt kroer. I 1870 da jernbanen – Sydbanen fra Roskilde til Vordingborg – blev anlagt, tog den en stor del af landevejstrafikken. Så greven af Bregentved flyttede sin bevilling fra Sonnerup til en kro ved Tureby Station. Men allerede året efter konstateres i et amtsrådsmøde, at der var et føleligt savn for de vejfarende "der ej søgte jernbanen". Der blev derfor givet en ny bevilling til Sonnerup Gl. Kro.
Efter genopbygning efter en brand i 2004 drives der ikke længere kro på stedet.
|  | Denne artikel om en bygning eller et bygningsværk kan blive bedre, hvis der indsættes et (bedre) billede. Du kan hjælpe ved at afsøge Wikimedia Commons for et passende billede eller lægge et op på Wikimedia Commons med en af de tilladte licenser og indsætte det i artiklen. |

55°22′27″N 12°05′45″Ø / 55.37417°N 12.09583°Ø